# Chisapani (Ilam)
Chisapani (nepalski: चिसापानी) – gaun wikas samiti we wschodniej części Nepalu w strefie Meći w dystrykcie Ilam. Według nepalskiego spisu powszechnego z 2001 roku liczył on 935 gospodarstw domowych i 4923 mieszkańców (2450 kobiet i 2473 mężczyzn).